# Drangajökull
De Drangajökull is de meest noordelijk gelegen gletsjer op IJsland. De Drangajökull ligt ten zuidwesten van het schiereiland Hornstrandir in de regio Vestfirðir in het noordwesten van IJsland. De gletsjer heeft een oppervlakte van 160 tot 200 km² en de toppen bereiken een hoogte van 925 meter.